# Вілл Тернер
Вільям Тернер  — вигаданий персонаж фільмів «Пірати Карибського моря». Вілл — учень коваля, який працює в Порт-Роялі. Хлопець таємно кохає доньку губернатора, Елізабет Свонн, хоча він займає нижчий соціальний клас, ніж вона. Поряд з Гектором Барбоссою, Тернер виступає додатковою фольгою до персонажа Джека Горобця, взявши на себе роль прямолінійного чоловіка з його стриманою, добродушною особистістю. 
| Піноккіо | Це незавершена стаття про літературного персонажа. Ви можете допомогти проєкту, виправивши або дописавши її. |